# Glen Hall
Glen Scott Hall (* 7. August 1950 in Winnipeg) ist ein kanadischer Musiker (Tenor- und Sopransaxophon, Bassklarinette, Komposition) des Modern Creative Jazz. Er ist zudem Professor für Kommunikation am Humber College.

## Leben und Wirken
Hall interessierte sich zwar bereits als Kind für Musik, begann aber erst mit dreizehn Jahren Gitarre und Mundharmonika zu lernen. Er wendete sich zunächst der Blues- und Rockmusik zu, bevor er sich auch für Jazz, klassische indische Musik, Flamenco, John Cage und Frank Zappa interessierte. Er studierte Englische Literatur und brachte sich ab 1967 nebenbei Saxophon und Bassklarinette bei. Nach Beendigung seines Literaturstudiums 1973 ging er ans Berklee College of Music, wo er vier Semester studierte. 1975 kehrte er nach Winnipeg zurück, wo er das experimentelle Jazzensemble The Whole Life Communication Orchestra gründete und Mitglied in Mark Rutherfords Jazz Composers Workshop wurde. Daneben spielte er in der Jazzrockband Zdenka und beschäftigte sich nach einem Aufenthalt bei den Darmstädter Ferienkursen 1976 mit der Musik von Karlheinz Stockhausen. 1979 nahm er sein erstes eigenes Album The Book of the Heart auf, um dann für sechs Monate auf internationale Tournee zu gehen, bevor er nach Toronto zog. Dort lehrte er am Humber College, wirkte aber auch mit Ed Bickert, Rob Pitch, Don Thompson, Dave Young, Claude Ranger und Terry Clarke. Für die Arrangements seines zweiten Albums The Mother of the Book (1985) konnte er Gil Evans gewinnen.  Dann gründete er die Strange Attractors und 1998 das Quintett OutSource, später redShift und Powerbuch. Er trat mit der Perkussionsgruppe Nexus und Trichy Sankaran ebenso auf wie mit Ray Anderson, Gerry Hemingway, Dominic Duval, Sabir Mateen oder dem Sonic-Youth-Gitarristen Lee Ranaldo und William Hooker.

## Diskographische Hinweise
- The Book of the Heart (1979, mit Joanne Brackeen, Joshua Breakstone, Cecil McBee, Billy Hart)
- Glen Hall/Gil Evans The Mother of the Book (InRespect, 1994, mit Chase Sanborn, Lawrence Chemey, Eugene Amaro, Harvey Saltzman, Bob Murphy, Stacy Hersch, Trevos Tureski, David Piltch, Terry Clarke, Bob Becker, John Wyre, Robin Engelman, Russ Hartenberger, Trichy Sankaran, rec. 1985)
- Hallucinations (Leo 1997, mit Roswell Rudd, Nilan Perara, Allan Molnar, John Gzowski, Kim Ratcliff, Rob Clutton, Don Thompson, John Lennard, Barry Elmes, Georgie McDonald, Judith Merrill)
- The Roswell Incident (Leo 2000, mit Roswell Rudd, Michael Occhipinti, Barry Romberg, Michael Morse und Allan Molnar)
- Sonora (mit Kye Marshall, Michael Morse, Rebecca van der Post, 2002)
- Glen Hall, Bernie Koenig, M.J. Idzerda Three Way Conversations (Slam, 2018)